# Crack a Smile... and More!
Crack a Smile... and More! es el quinto álbum de estudio de la banda de Hard rock, Poison. Fue lanzado el 14 de marzo de 2000. El guitarrista Blues Saraceno fue el encargado de reemplazar a Richie Kotzen en las guitarras. El álbum vendió alrededor de 12.000 copias en su primera semana en el mercado. El sonido del disco representa cierto regreso a las raíces Hard rock de la agrupación, lo que disgustó a muchos de sus seguidores, esto sumado a la poca popularidad que el Hard rock venía experimentando a comienzos del nuevo milenio.

## Listado de temas
| N.º | Título                                                      | Música                            | Duración |  |
| 1.  | «Best Thing You Ever Had»                                   | Michaels, Dall, Rockett, Saraceno | 4:19     |  |
| 2.  | «Shut Up, Make Love»                                        | Michaels, Dall, Rockett, Saraceno | 3:52     |  |
| 3.  | «Baby Gets Around a Bit»                                    | Michaels, Dall, Rockett, Saraceno | 3:37     |  |
| 4.  | «Cover of the Rolling Stone» (Dr. Hook & The Medicine Show) | Shel Silverstein                  | 3:09     |  |
| 5.  | «Be the One»                                                | Michaels, Dall, Rockett, Saraceno | 5:39     |  |
| 6.  | «Mr. Smiley»                                                | Michaels, Dall, Rockett, Saraceno | 2:43     |  |
| 7.  | «Sexual Thing»                                              | Michaels, Dall, Rockett, Saraceno | 3:38     |  |
| 8.  | «Lay Your Body Down»                                        | Michaels, Dall, Rockett, Saraceno | 5:28     |  |
| 9.  | «No Ring, No Gets»                                          | Michaels, Dall, Rockett, Saraceno | 3:27     |  |
| 10. | «That's the Way I Like It»                                  | Michaels, Dall, Rockett, Saraceno | 3:40     |  |
| 11. | «Tragically Unhip»                                          | Michaels, Dall, Rockett, Saraceno | 2:54     |  |
| 12. | «Doin' as I Seen on My TV»                                  | Michaels, Dall, Rockett, Saraceno | 2:53     |  |
| 13. | «One More for the Bone» (Outtake)                           | Michaels, Dall, Rockett, Saraceno | 3:18     |  |
| 14. | «Set You Free» (Outtake)                                    | Michaels, Dall, Rockett, Saraceno | 3:56     |  |
| 15. | «Crack a Smile» (Demo sin finalizar)                        | Michaels, Dall, Rockett, Saraceno | 3:46     |  |

## Bonus tracks
| Bonus tracks |                                                         |                                       |          |  |
| N.º          | Título                                                  | Música                                | Duración |  |
| 16.          | «Face the Hangman» (Outtake de Open Up and Say... Ahh!) | Michaels, Dall, Rockett, C.C. DeVille | 3:21     |  |
| 17.          | «Your Mama Don't Dance» (En vivo en MTV Unplugged)      | Kenny Loggins, Jim Messina            | 3:13     |  |
| 18.          | «Every Rose Has Its Thorn» (En vivo en MTV Unplugged)   | Michaels, Dall, Rockett, DeVille      | 4:38     |  |
| 19.          | «Unskinny Bop» (En vivo en MTV Unplugged)               | Michaels, Dall, Rockett, DeVille      | 4:02     |  |
| 20.          | «Talk Dirty to Me» (En vivo en MTV Unplugged)           | Michaels, Dall, Rockett, DeVille      | 4:06     |  |

## Sencillos
- "Shut Up, Make Love"
- "Be the One"

## Personal
- Bret Michaels – Voz
- Blues Saraceno – Guitarra, Piano
- Bobby Dall – Bajo
- Rikki Rockett – Batería

## Personal adicional
- C.C. DeVille - Guitarra acústica (canciones 16–20).
- Jonh Purdell – Productor
- Duane Baron – Productor
- Kevin Flaherty – Productor
- Sam Gay – Director de Arte